# Tipula (Dendrotipula) flavolineata
Tipula (Dendrotipula) flavolineata is een tweevleugelige uit de familie langpootmuggen (Tipulidae). De soort komt voor in het Palearctisch gebied.